# Ernst Aschner
Ernst Aschner (geboren 3. Juli 1893 in Crossen an der Oder; gestorben 15. April 1956 in Caulfield (Victoria), Australien) war ein deutscher Richter und Diplomat.

## Leben
Ernst Aschner besuchte das Realgymnasium in Grünberg und studierte ab 1912 Rechtswissenschaften in Heidelberg, Breslau und Berlin und machte 1915 die erste Staatsprüfung. Er war Soldat im Ersten Weltkrieg. Nach Kriegsende wurde er 1919 bei Eduard Hubrich an der Universität Greifswald promoviert und wurde 1920 zum Assessor ernannt. Im Mai 1927 wurde Aschner Amtsgerichtsrat in Spremberg und wechselte 1929 als Vorsitzender an das Arbeitsgericht Berlin. Ab 1931 arbeitete er als Referent beim „Reichskommissar für oberschlesische Schäden“ in Oppeln und dann beim Reichsentschädigungsamt in Berlin. Aschner war Mitglied der SPD, des Reichsbanners und im Republikanischen Richterbund.

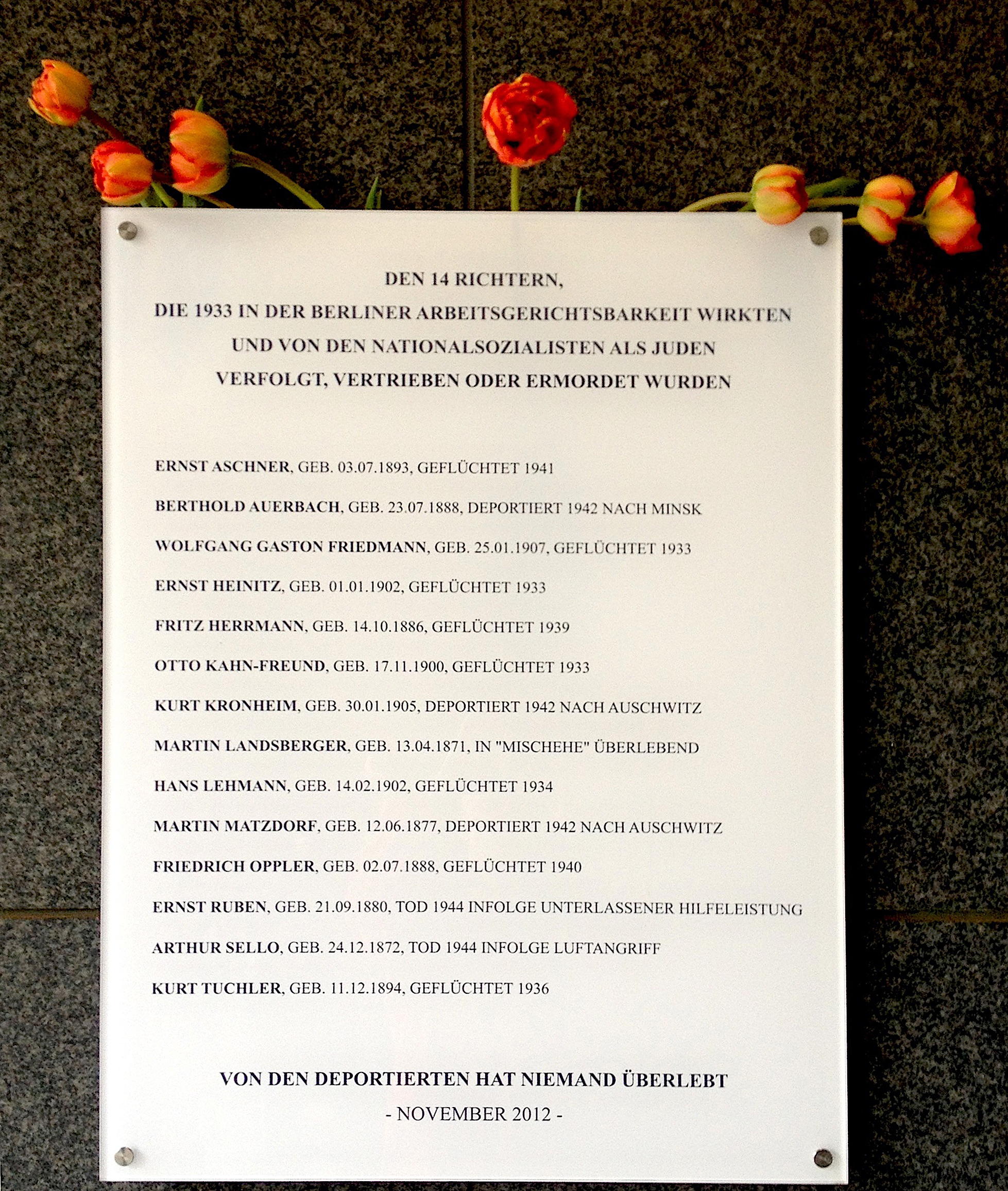
Gedenktafel zu Ehren der jüdischen Richter in der Berliner Arbeitsgerichtsbarkeit

Nach der Machtergreifung der Nationalsozialisten wurde Aschner im April 1933 zwangsweise beurlaubt und im Juli 1933 aus politischen Gründen entlassen. Von März 1933 bis 1939 war er amtlich zugelassener Devisenberater für jüdische Auswanderung. 1935 war er kurze Zeit in Gestapo-Haft, bei der Reichspogromnacht 1938 konnte er sich der Verhaftung entziehen. Seine Fluchtanstrengungen führten erst im Januar 1941 zu einem teilweisen Erfolg, als er nach einer Odyssee mit einem Visum in das japanisch kontrollierte Shanghaier Ghetto gelangte. Dort heiratete er Nelly Rotholz (1907–1972).
Nach Kriegsende musste er in Asien bis 1947 ausharren und kam im Mai 1947 in Nürnberg an, wohin ihn das Office of Military Government for Germany (U.S.) im Rahmen der Nürnberger Prozesse angefordert hatte. Im Juni 1947 wurde er zum Landgerichtsdirektor in Frankfurt am Main ernannt, 1948 war er Beauftragter des Hessischen Justizministeriums für die Überleitung von alliierten Ermittlungen zu deutschen Kriegsverbrechen in die deutsche Gerichtsbarkeit. 1951 war er wieder am Landgericht Frankfurt am Main tätig. Für das Bundeswirtschaftsministerium arbeitete er 1952 als Leiter des Israel-Referats. Er wurde 1953 in den Diplomatischen Dienst übernommen und als Generalkonsul nach Melbourne entsandt, wo er im Olympiajahr starb.

## Schriften

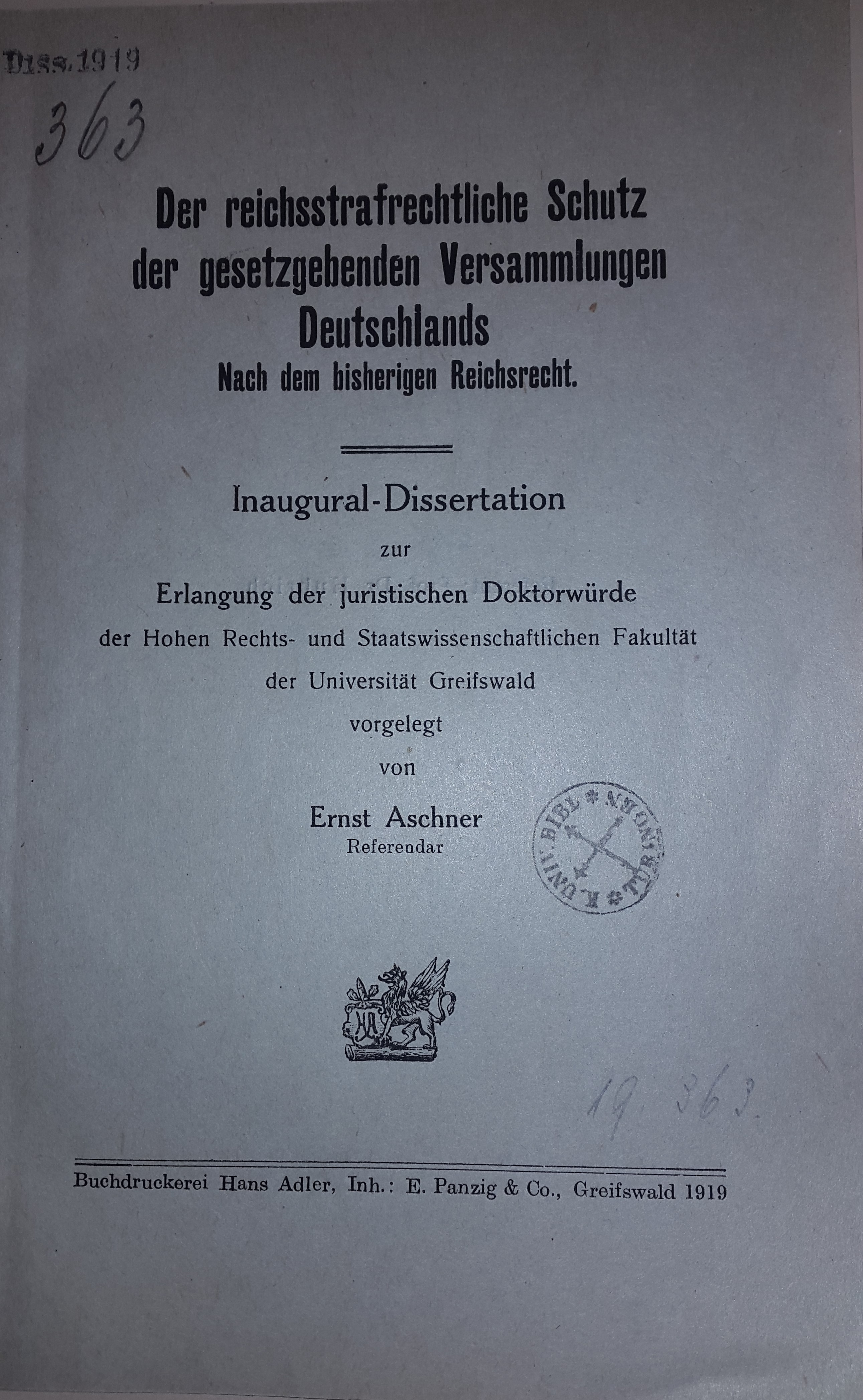
Dissertation (1919)

- Der reichsstrafrechtliche Schutz der gesetzgebenden Versammlungen Deutschlands. Greifswald : Adler, 1919. Greifswald, R.- u. staatswiss. Diss. v. 12. Aug. 1919
- Ernst Aschner, Robert M. W. Kempner: Die neue Handwerker-Ordnung : Dritte Verordnung über den vorläufigen Aufbau des deutschen Handwerks vom 18. Januar 1935 im Wortlaut. Berlin : Zentralverband Jüdischer Handwerker Deutschlands, 1935